# DBase
dBase, scritto anche dBASE è un software per la gestione di database (DBMS), archivi dati, tabelle, report in ambiente MS-DOS e Windows. È costituito da un ambiente operativo e di sviluppo che utilizza una serie di comandi e istruzioni che agiscono sugli archivi. Sia l'ambiente operativo sia i comandi hanno seguito un'evoluzione nel corso degli anni, differenziandosi a seconda della versione del software messa in commercio. Gli archivi, formati da record e da campi, devono essere definiti sia per il nome sia per la tipologia dei dati inseriti, ossia dai tipi di campi costituenti la tabella. È prevista l'indicizzazione degli archivi grazie all'utilizzo di chiavi primarie e secondarie. 

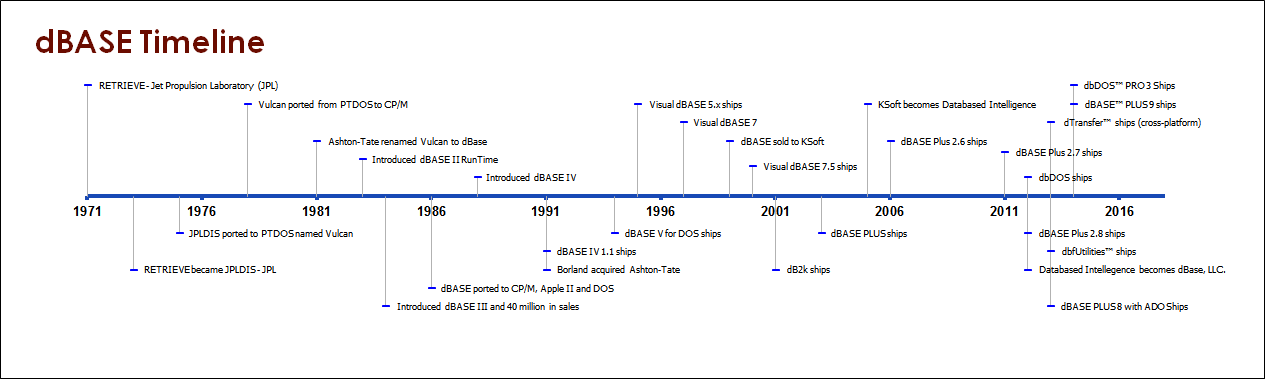
Timeline completa per tutti i prodotti derivati dBASE

## Origini
Questo software deriva da Vulcan un programma per computer scritto da Wayne Ratliff in linguaggio assembly per il sistema operativo CP/M.
Il nome Vulcan deriva dal pianeta di origine di Spock un personaggio della famosa serie televisiva Star Trek.
Nel 1979 Vulcan fu pubblicizzato sulla rivista informatica Byte e venduto per 7.000 dollari.
Commercialmente non fu un grande successo.

## dBase II
Vulcan fu venduto a George Tate, della Ashton-Tate, e dopo poco tempo anche l'autore Wayne fu assunto dalla neonata società. Nel 1983 la nuova azienda ebbe un successo tale da essere quotata in borsa.
Vulcan venne rinominato in dBase II e per motivi di marketing la Ashton-Tate pensò che fosse da evitare la versione 1, quindi dBase I non fu mai distribuita.
Con un grosso investimento in pubblicità, dBase II divenne un grande successo, uno dei più grandi degli anni ottanta. Nel 1984 la Ashton-Tate aveva un fatturato annuo di 35 milioni di dollari, contro i 55 milioni della Microsoft.
Benché limitato nel numero di record e nel numero dei campi, nonostante il programma fosse progettato inizialmente per funzionare su un'architettura hardware a 8 bit dotata di un sistema operativo CP/M, in breve tempo dBase venne utilizzato in un grandissimo numero di progetti software, divenendo lo standard nella gestione dei dati, grazie alla presenza di un linguaggio di interrogazione e di programmazione.

## dBase III e Plus
La versione originale fu scritta interamente in linguaggio assembly, mentre le versioni successive, a partire da dBase III, furono riscritte interamente in linguaggio C. Per via della nuova architettura e delle nuove opzioni, il nuovo dBase III funzionava bene soltanto sui nuovi PC, mentre sui vecchi era troppo lento. Nel giro di poco tempo il dBase III divenne uno dei prodotti più diffusi nell'ambiente DOS, nonostante fossero presenti ancora alcune limitazioni relative al numero di record complessivi e al numero di campi gestibili per ogni archivio, al numero di archivi apribili contemporaneamente, al numero di caratteri registrabili.
La versione Plus si distinse soprattutto per la sua apertura alla multiutenza ed al funzionamento in rete, inglobando la logica dell'interfaccia MS.NET, PC NETWORK, GOUPIL.NET e Novell.

## dBase IV e V
Nell'ottobre 1988, fu messa in commercio la nuova release dBase IV, che non funzionava bene, il software era ancora più lento della versione precedente, e pieno di bug. Le vendite anche per via dei nuovi prodotti di altre società (Clipper e FoxBase) crollarono e i clienti si rivolsero ad altri prodotti.
Come risposta la Ashton-Tate fece causa alla FoxBase, ma la perse, in quanto ci si rese conto che il querelante non aveva i diritti di proprietà su dBase, rimasti al Jet Propulsion Laboratory presso il quale lavorava Wayne.
Il dBase V fu progettato per girare nell'ambiente Windows e quindi totalmente improntato alla logica a finestre. Il programma si mise in evidenza per lo sviluppo del linguaggio di programmazione e per l'ambiente operativo sempre più funzionale e potente.

## Visual dBASE
La Ashton-Tate fallì in breve tempo, e fu acquistata dalla Borland nel 1991. I bug di dBase IV furono corretti, ed il software fu trasportato su altri sistemi operativi come SPARC, AIX ed OpenVMS.
Molte società nella seconda metà degli anni '80 misero in commercio prodotti chiamati xBase compatibili, cioè software con aggiunte al linguaggio di programmazione o alla struttura del file.
Il formato file di dBase (DBF) è diventato sinonimo di un ambiente di programmazione. La struttura è semplice se comparata alle strutture dati dei sistemi SQL, ma comunque efficiente per le applicazioni personali monoutente.

## Istruzioni e comandi
Ecco alcuni esempi di istruzioni e comandi:
CREATE nome tabella; utilizzato per creare una tabella dati

USE nome tabella; utilizzato per selezionare ed aprire una tabelle dati

APPEND / APPEND FROM nome tabella; utilizzato per aggiungere record alla tabella già definita

SKIP numero; consente l'avanzamento del puntatore del record di un archivio

DISPLAY [OFF], [intervallo], [campi], [FOR], [TO PRINT] ; descrive/visualizza il record ed i campi

JOIN WITH nome tabella1 TO nome tabella2 FOR nome tabella1->campo1 = nome tabella3->campo1; consente un collegamento/unione di un gruppo di record fra due o più tabelle legate o tenute insieme da un campo in comune.

## Formato file
Una caratteristica importante di dBase è il suo formato di file .dbf, che è stato adottato in un certo numero di altre applicazioni. Ad esempio, il formato shapefile, sviluppato da Esri per i dati spaziali nel proprio PC ArcInfo sistema di informazione geografica per PC ArcInfo, utilizza file .dbf file per memorizzare i dati degli attributi funzione.
Microsoft consiglia di salvare un file di database Microsoft Works nel formato di file dBase in modo che possa essere letto da Microsoft Excel.
Un pacchetto è disponibile per Emacs per leggere i file xbase.
LibreOffice e OpenOffice Calc sono in grado di leggere e scrivere tutti i file DBF generici.